# 上杜会
上杜会（じょうとかい）は、日本の美術団体。
東京美術学校西洋画科1927年の卒業生（中途退学者を含む）44人によって結成された。

## 概要
メンバーのうち、牛島憲之（岡田教室）、小磯良平（藤島教室）、荻須高徳（藤島教室）の3名が文化勲章を受章した。

## 指導教官
一年次の石膏デッサンは長原孝太郎、二年次の人体デッサンは小林萬吾が担当し、三年次からは藤島武二、岡田三郎助、和田英作の教室に分けられた。